# AS Génération Foot
AS Génération Foot, ook wel eens Académie Génération Foot genoemd, is een Senegalese voetbalclub uit de hoofdstad Dakar.

## Geschiedenis
De club werd in 2000 opgericht door Mady Touré. In november 2003 sloot de club een samenwerkingsverband af met de Franse profclub FC Metz: in ruil voor financiële steun werd de club voortaan een bevoorrechte transferpartner. Enkele spelers die dankzij deze samenwerking de stap naar Metz hebben gezet zijn Sadio Mané, Lemouya Goudiaby en Papiss Cissé.
De investeringen leidden relatief snel tot succes: in 2015 werd Génération Foot kampioen in de Senegalese derde klasse, in hetzelfde jaar won het de Beker van Senegal door in de finale eersteklasser Casa Sports te verslaan. De club plaatste zich zo voor de CAF Confederation Cup 2016, waar het in de voorronde meteen werd uitgeschakeld door het Nigeriaanse Nasarawa United. De club pakte op het einde van het seizoen wel de titel in tweede klasse, waardoor het vanaf 2016 mocht uitkomen in de Ligue 1 (Senegal). Veel aanpassingstijd had het daarin niet nodig, want Génération Foot kroonde zich meteen tot landskampioen. De club brak in dat seizoen 2016/17 menig record in de Senegalese eerste klasse: hoogst aantal punten in één seizoen (57), meest gescoorde doelpunten in één seizoen (52) en meest aantal overwinningen in één seizoen (17). Bovendien kroonde Ibrahima Niane zich met 19 doelpunten tot nationaal topschutter, waarmee hij het record van Pape Ibnou Ba (17) brak. 
In 2018 voegde de club een derde prijs toe aan haar palmares door voor de tweede keer de Beker van Senegal te winnen. Een jaar later veroverde de club zijn tweede landstitel. In datzelfde seizoen 2018/19 bereikte AS Génération Foot ook de finale van de Senegalese ligabeker, maar daarin ging de club onderuit tegen tweedeklasser Diambars FC. In 2023 werd de club voor de derde keer in zijn geschiedenis landskampioen.

## Erelijst
Landskampioen
2017, 2019, 2023
Beker van Senegal
2015, 2018

## Bekende (oud-)spelers
- Papiss Cissé
- Fallou Diagne
- Christophe Diandy
- Lemouya Goudiaby
- Babacar M'Baye Gueye
- Sadio Mané
- Landry N'Guemo
- Diafra Sakho
- Moustapha Bayal Sall
- Ismaïla Sarr